# Franz Joseph Amatus Gassmann
Franz Joseph Amatus Gassmann (* 19. Oktober 1812 in Solothurn; † 2. Mai 1884 ebenda; heimatberechtigt in Solothurn) war ein Schweizer Buchdrucker, Buchhändler, Zeitungsgründer und Redaktor.

## Leben
Franz Joseph Amatus Gassmann war ein Enkel des Druckers Franz Josef Gassmann. Gassmann lernte bei seinem Vater, dem Inhaber der solothurnischen Staatsdruckerei, das Druckerhandwerk und trat nach Gesellenjahren in der Westschweiz 1835 in den väterlichen Betrieb ein. Er gründete 1839 mit Franz Louis Jent die Verlagsbuchhandlung Jent & Gassmann, die einige Werke von Jeremias Gotthelf herausgab. 1850 beteiligte sich Gassmann an der Gründung der Zeitung Der Bund. In Solothurn errang der Verlag unter seiner Leitung eine führende und politisch einflussreiche Stellung und gab den Postheiri, den Distelikalender, den Verbreiter gemeinnütziger Kenntnisse, das Solothurner Amtsblatt und von 1840 bis 1861 das liberale Solothurner Blatt heraus. 1850 war Gassmann auf Betreiben der Konservativen um Eduard Blösch in Biel Herausgeber des Seeländer Boten, trat jedoch bereits im Mai 1850 die Verlagsrechte und den Betrieb seinem Halbbruder Johann Mauritz ab.